# Антоний Диоген
Антоний Диоген (Ἀντόνιος Διογένης) — греческий писатель II века, известный по своему роману «Невероятные приключения по ту сторону Туле» (Τὰ ὑπὲρ Θούλην ἄπιστα).
О личности Антония Диогена почти ничего неизвестно. Исследователи, принимая во внимание ряд соображений, определили предположительно время его жизни II веком. Имя Фаустина, к которому обращается с письмом автор романа, да и само имя автора — Антоний указывают на римский период, упоминание же Порфирием в «Жизни Пифагора» (III век) замыкает верхнюю границу возможного времени жизни Диогена.
Всё, что сохранилось от романа — конспективный пересказ в «Мириобиблионе» (Cod. 166) византийского патриарха Фотия, отрывки в сочинении Порфирия и найденный в 1931 году отрывок, также относящийся ко II веку. Этот небольшой фрагмент на папирусе (PSI № 1177), названный «Немая Мирто», — единственный образец, по которому можно получить хоть какое-то представление о романе в его оригинальном виде. Фотий прибавляет: «Источником и основой „Правдивой истории“ Лукиана и „Метаморфоз“ Лукия является, по-видимому, именно эта книга».
По жанру это гибрид фантастического путешествия и любовного романа.